# Edna Díaz Acevedo
Edna Gisel Díaz Acevedo (Uruapan, 24 de abril de 1985) es una psicóloga, exdeportista de taekwondo y política mexicana.

## Vida personal
Nació en la ciudad de Uruapan el 29 de abril de 1985. Es hija de Jorge Díaz y Rosa Elena Acevedo y tiene tres hermanos: Jorge, Sinhué y Rosa.
Es egresada de la Universidad del Valle de México, donde concluyó la licenciatura en Psicología, y tiene una maestría, por esa misma institución, en Gestión y Dirección de Entidades Deportivas.

## Trayectoria deportiva
Comenzó su vida deportiva a los seis años, practicaba diferentes deportes como gimnasia artística, natación, atletismo, baloncesto y taekwondo. Fue preseleccionada nacional de baloncesto y seleccionada nacional juvenil de taekwondo. Participó como seleccionada júnior en el Abierto Internacional de Canadá, en el Abierto Internacional de Estados Unidos y en el Campeonato Mundial Juvenil en Creta, Grecia; obtuvo el primer lugar en las dos primeras competiciones.
Ganó una medalla de oro en el Campeonato Mundial de Taekwondo de 2005, y una medalla de bronce en el Campeonato Panamericano de Taekwondo de 2010.

### Palmarés internacional
| Campeonato Mundial      | Campeonato Mundial | Campeonato Mundial | Campeonato Mundial |
| Año                     | Lugar              | Medalla            | Categoría          |
| ----------------------- | ------------------ | ------------------ | ------------------ |
| 2005                    | Madrid (España)    | Medalla de oro     | –63 kg             |
| Campeonato Panamericano |                    |                    |                    |
| Año                     | Lugar              | Medalla            | Categoría          |
| 2010                    | Monterrey (México) | Medalla de bronce  | –67 kg             |

## Trayectoria política
Tomó el cargo como directora general de la Comisión Estatal de Cultura Física (Cecufid) en 2015, bajo la gubernatura de Silvano Aureoles Conejo.
En las elecciones federales del 2018 en México fue elegida como candidata a la diputación federal por el distrito IX en Uruapan con la alianza Por México al Frente. Para el 2021, el PRI, PAN y PRD la nombraron aspirante a la representación para el distrito IX de Uruapan con la coalición Va por México.